# Gordon Liddy
 (mars 2019).
Si vous disposez d'ouvrages ou d'articles de référence ou si vous connaissez des sites web de qualité traitant du thème abordé ici, merci de compléter l'article en donnant les références utiles à sa vérifiabilité et en les liant à la section « Notes et références ».

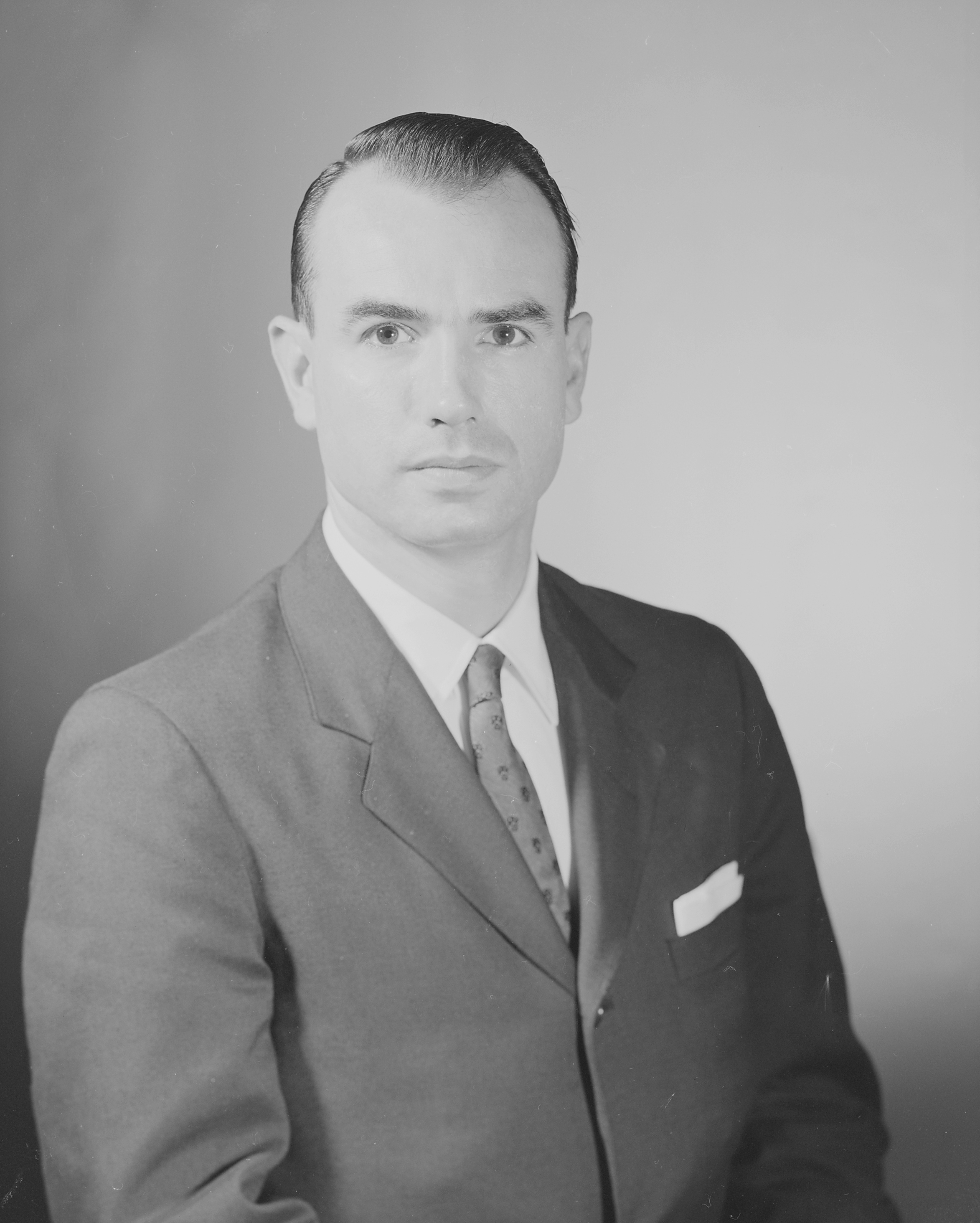
Gordon Liddy en 1964.

George Gordon Battle Liddy, né le 30 novembre 1930 à New York et mort le 30 mars 2021 à Mount Vernon en Virginie, était le chef opérationnel de l'équipe des « plombiers », espions cambrioleurs financés par l'administration de Richard Nixon. Avec Howard Hunt, il organise le cambriolage du siège du Parti démocrate en juin 1972, pour y placer un système d'écoutes, point de départ du scandale du Watergate. 

## Biographie
Gordon Liddy est né à Brooklyn, New York, mais passa son enfance dans le New Jersey. En 1952, il fut diplômé de l'Université Fordham et passa alors deux ans dans l'armée comme officier d'artillerie mais sans quitter le territoire national pour raison de santé.
Liddy a travaillé au FBI de 1957 à 1962. En 1966, il est procureur dans l'État de New York et organise l'arrestation de Timothy Leary. Il tente sans succès de se faire élire représentant et participe à la campagne présidentielle de Nixon en 1968. 
Après plusieurs postes à la Maison-Blanche, Liddy est nommé au Comité pour la réélection du président. Il est chargé de développer l'équipe des « plombiers », dont les faits d'armes incluent le cambriolage du psychiatre de Daniel Ellsberg, expert qui a révélé les Papiers du Pentagone, rapport secret sur la guerre du Viêt Nam, à la presse. En janvier 1973, jugé avec les cambrioleurs du Watergate, il est condamné, pour conspiration, cambriolage et écoutes illégales, à 20 ans de prison mais est amnistié au bout de quatre années par le président Jimmy Carter. 
Après son séjour en prison, Liddy fonde une société de sécurité privée et intervient dans des radios pour développer des prises de position très conservatrices. Il fit par ailleurs plusieurs apparitions sur le grand et le petit écran.

## Filmographie

### Cinéma
- 2000 : L'Enfer du devoir : un invité du talk-show

### Télévision
- 1984-1989 : Deux Flics à Miami : William Maynard (Captain Real Estate) 
  - 1985 : saison 2, épisode 11 : Bon retour.
  - 1986 : saison 3, épisode 2 : Chacun ses problèmes.
- 1986 : Supercopter (saison 3, épisode 15 : L'argent comptant) : Barkley Kase.
- 1988 : MacGyver (saison 4, épisode 5 : Grand Prix à Westwood) : Carl Strickland.
- 1993: Perry Mason: Meurtre en FM. Le coupable.
- 2000-2001 : La Loi du fugitif : Jacob Calder,